# SAC–A
SAC–A argentin tudományos technológiai teszt műholdja (miniszatellit).

## Küldetés
A fő cél volt, hogy teszteljék a tervezés, fejlesztés, a beépített technikai eszközök alkalmazhatóságát mikrogravitációs környezetben, valamint az üzemeltetés lehetőségeit. A program vezetője Dino Machi, a küldetés vezető tudósa, Dr. Mario Acuna (magnetometer kísérlet)  volt.

## Jellemzői
A műholdakat építette az INVAP SA, San Carlos de Bariloche, (Rio Negro). Üzemeltette a polgári Comisión Nacional de Actividades Espaciales (CONAE) (Buenos Aires). A hordozóeszközt NASA–GSFC (Goddard Space Flight Center) biztosította, működtetésben közreműködött a Massachusetts Institute of Technology (MIT).
Megnevezései:  SAC–A (Satelite de Aplicaciones Scientifico);  COSPAR:1998-069B.  SATCAT kódja: 25550.
1998. december 4-én Floridából, a Cape Canaveral (KSC) Kennedy Űrközpontból, a LC39–A (LC–Launch Complex) jelű indítóállványról az STS–88 fedélzetén emelkedett  alacsony Föld körüli pályára (LEO = Low-Earth Orbit). Az űrszolgálat 12. napján december 16-án az űrrepülőgép rakteréből egy rúgós szerkezet kipattintotta a világűrbe, megadva a kezdeti sebességet. Az orbitális egység kezdeti pályája 92,38 perces, 51,58 fokos hajlásszögű, elliptikus pálya perigeuma 383 kilométer, az apogeuma 400 kilométer volt.
A műhold mechanikusan forgás stabilizált (giroszkóp). Bruttó tömege 268, hasznos tömege 68 kilogramm. Szolgálati idejét 4-8 hónapra tervezték. Az űreszköz felületét napelemek borították, éjszakai (földárnyék) energia ellátását újratölthető nikkel-kadmium akkumulátorok biztosították.

### Kísérleti programja
1. Differential Global Positioning System (DGPS) – navigációs teszt,
2. Charge Coupled Device (CCD TV) – optikai teszt bálnák követésére, a Föld fényképezésre,
3. Magnetométer segítségével a Föld mágneses terének mérése,
4. Fotovoltaikus technikai tesztelés,
5. Energiát biztosító akkumulátorok és feszültségszabályzó,

1999. október 25-én 324,66 nap (0,89 év) után belépett a légkörbe és megsemmisült.